# Тора-е-Піччиллі
Тора-е-Піччиллі (італ. Tora e Piccilli) — муніципалітет в Італії, у регіоні Кампанія,  провінція Казерта.
Тора-е-Піччиллі розташована на відстані близько 145 км на південний схід від Рима, 60 км на північ від Неаполя, 40 км на північний захід від Казерти.
Населення — 926 осіб (2014).

## Демографія
Населення за роками:

Станом на 1 січня 2023 року в муніципалітеті офіційно проживали 24 іноземці з 11 країн, серед них 9 громадян країн Євросоюзу та 1 громадянин України.

## Сусідні муніципалітети
- Конка-делла-Кампанія
- Марцано-Аппіо
- Презенцано